# Época de Latón del automóvil

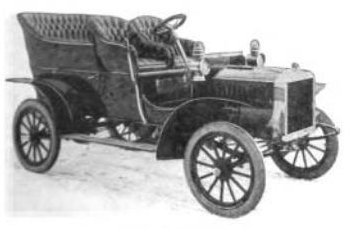
1905 Jackson modelo C

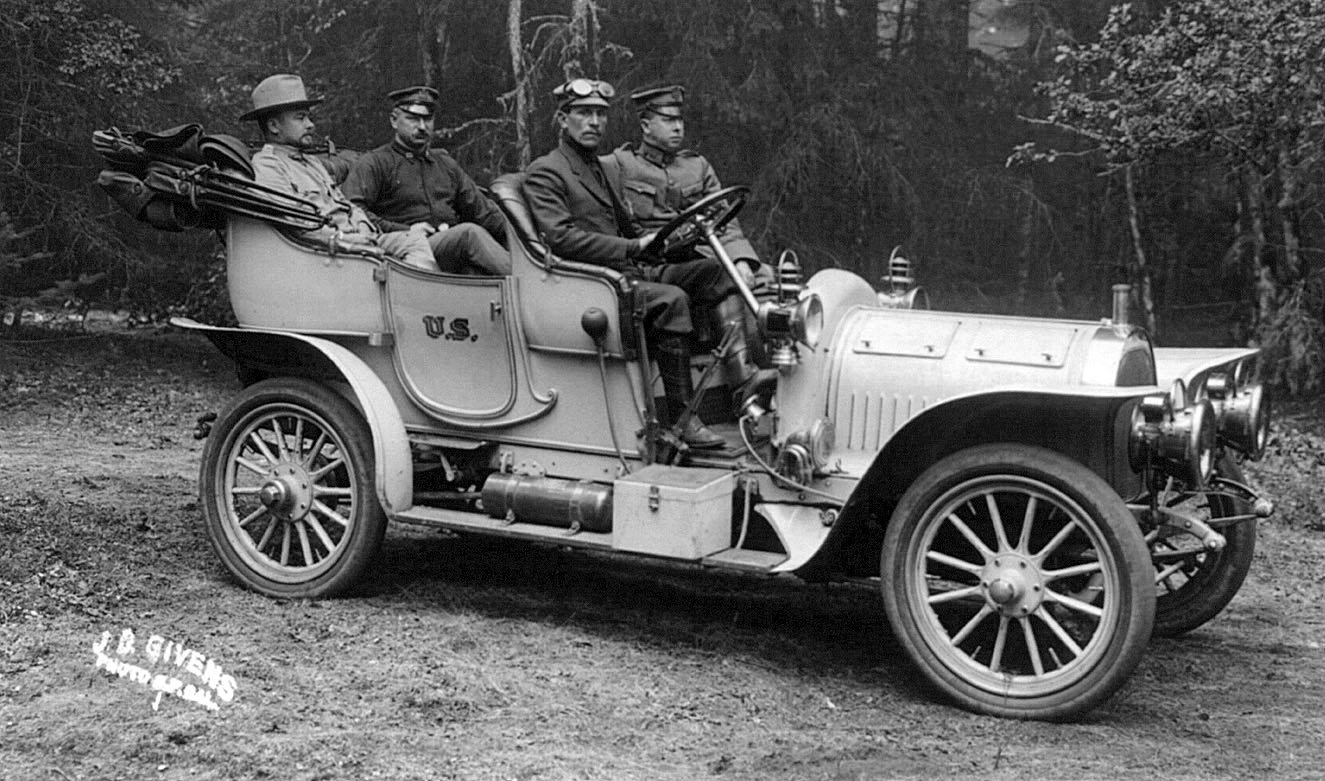
Un vehículo Royal Tourist, modelo del Ejército de EE. UU., hacia 1906. El vehículo era el transporte del general Frederick Funston (figura más a la izquierda, en el asiento trasero)

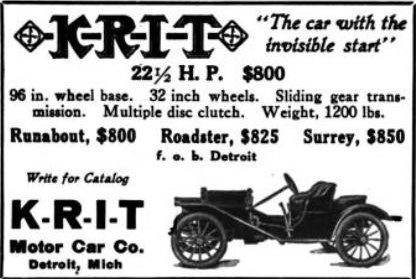
Un anuncio de K-R-I-T, de 1911

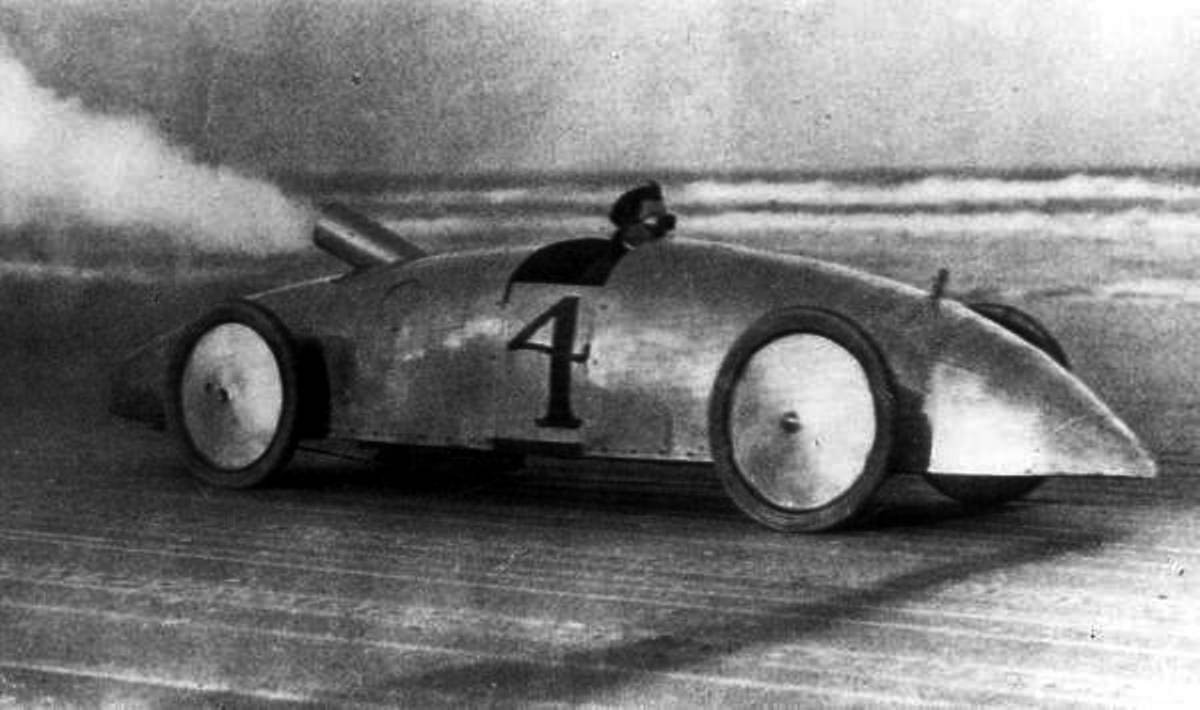
Un automóvil de carreras Stanley Steamer de 1903; en 1906, un Stanley Rocket similar estableció el récord mundial de velocidad en tierra, con una marca de 205,5 km/h (127,6 mi/h) en el circuito de Daytona Beach

La Época de Latón es un término utilizado para denominar el período inicial de la fabricación de automóviles en los Estados Unidos, llamada así por los prominentes accesorios de latón utilizados durante este tiempo para fabricar determinadas partes de los coches, como los faros o los radiadores En general, se considera que abarca desde 1896 hasta 1915, una época en la que estos vehículos a menudo se denominaban todavía carruajes sin caballos. 
Eventualmente, los entusiastas de los automóviles antiguos también denominarían a los coches de esta época como veteranos (anteriores a 1904) o eduardianos, aunque estos términos realmente no tienen sentido fuera del antiguo Imperio Británico. 

## Visión de conjunto
Dentro de los 20 años que componen esta época, los diversos diseños experimentales y sistemas de energía alternativos quedarían marginados. Aunque el concepto moderno de automóvil de turismo ya se había inventado antes, no fue hasta que el Système Panhard, del fabricante francés Panhard et Levassor, se concedió bajo licencia a un amplio número de constructores, cuando se empezaron a crear en masa automóviles con un aspecto reconocible y estandarizado. Esta configuración, caracterizada por disponer de motor de combustión interna delantero, tracción trasera y caja de cambios mediante engranajes. Inicialmente, los coches de grandes ruedas de radios (parecidos a los carruajes de caballos de antes de 1900) estaban en su apogeo, con más de 75 fabricantes, incluidos Holsman (Chicago), IHC (Chicago) y Lincoln Motor Car Works, pero fueron abandonados gradualmente, a favor de los más avanzados runabouts, tonneaus y otros coches de carrocería cerrada más caros- a su vez barridos del mercado por la aparición del Ford Modelo T.

## Tecnología
En la primera parte de este período, el desarrollo del automóvil de vapor había avanzado considerablemente, convirtiéndolo en uno de los vehículos de carretera más rápidos del momento, al igual que los coches eléctricos, que también acapararon una apreciable parte del mercado a lo largo de la Época de Latón. 
El desarrollo de la tecnología automotriz fue rápido, debido en parte a cientos de pequeños fabricantes que compitieron para obtener el favor del público. Los desarrollos clave incluyeron el sistema de encendido eléctrico (la compañía Arnold introdujo en 1898 el primer convertidor eléctrico, aunque la innovación se suele atribuir a Robert Bosch, quien la presentó en 1903), suspensión independiente (concebida por Amédee Bollée en 1873), y los frenos en las cuatro ruedas (por la Compañía Arrol-Johnston de Escocia, en 1909). Las ballestas eran ampliamente utilizadas para la suspensión, aunque muchos otros sistemas todavía estaban en uso. 
Las transmisiones y los controles del acelerador se adoptaron ampliamente, lo que permitió adoptar distintas velocidades de crucero, aunque los vehículos generalmente todavía tenían configuraciones de velocidad discretas, en lugar del sistema graduable familiar en los automóviles de épocas posteriores. El vidrio de seguridad también hizo su debut, patentado por John Wood en Inglaterra en 1905, pero no se convertiría en un elemento estándar hasta 1926, cuando la compañía Rickenbacker lo instaló en sus coches. Los perfiles de acero angulares sustituyeron a los armazones de madera como el material de los bastidores, y en 1912 la empresa Hupp fue pionera en el uso de carrocerías totalmente de acero, seguida en 1914 por Dodge. 

## Listas de fabricantes norteamericanos de la época

### Lista de la revistaMensual Popular de Frank Leslie(1904)
En enero de 1904, la revista Mensual Popular de Frank Leslie catalogó toda la gama de automóviles disponibles en el mercado de los Estados Unidos. Esta lista incluye: 
- American Darracq Automobile Company (Nueva York)
- Apperson Brothers Automobile Company (Kokomo (Indiana))
- Auburn Automobile Company (Auburn (Indiana))
- Autocar Company (Ardmore (Pensilvania))
- Automobile Exchange and Storage Company (Nueva York (Nueva York))
- Baker Motor Vehicle Company (Cleveland)
- Berg Automobile Company (Nueva York (Nueva York)))
- Buffalo Electric Carriage Company (Búfalo (Nueva York))
- Cadillac Automobile Company (Detroit, Míchigan)
- Central Automobile Company (Nueva York (Nueva York))
- Clodio and Widmayer (Nueva York (Nueva York))
- Columbus Motor Vehicle Company (Columbus (Ohio))
- B. V. Covert and Company (Lockport (Nueva York))
- Crest Manufacturing Company (Cambridge (Massachusetts))
- Daimler Manufacturing Company (Long Island City)
- Duryea Power Company (Reading (Pensilvania))
- Electric Vehicle Company (Hartford)
- Eisenhuth Horseless Vehicle Company (Middletown (Connecticut))
- Elmore Manufacturing Company (Clyde (Ohio))
- Ford Motor Company (Detroit (Míchigan))
- Societe Franco-Americaine d'Automobiles (Nueva York (Nueva York))
- Franklin Automobile Company (Syracuse (Nueva York))
- Fredonia Manufacturing Company (Youngstown (Ohio))
- Grout Brothers (Orange (Massachusetts))
- Haynes-Apperson Company (Kokomo (Indiana))
- Holley Motor Car Company (Bradford (Pensilvania))
- Thos. B. Jeffery Company (Kenosha)
- Kirk Manufacturing Company (Toledo (Ohio))
- Knox Automobile Company (Springfield (Massachusetts))
- Locomobile Company of America (Bridgeport)
- National Motor Vehicle Company (Indianápolis)
- National Sewing Machine Company (Belvidere (Illinois))
- Northern Manufacturing Company (Detroit (Míchigan))
- Olds Motor Works (Detroit (Míchigan))
- Packard Motor Car Company (Detroit (Míchigan))
- Panhard-Levassor (París)
- Peerless Motor Car Company (Cleveland (Ohio))
- Phelps Motor Vehicle Company (Stoneham (Massachusetts))
- George N. Pierce Company (Buffalo (Nueva York))
- Pope-Robinson Company (Hyde Park (Massachusetts))
- Pope-Toledo Company (Toledo (Ohio))
- Pope-Waverly Company (Indianápolis (Indiana))
- Premier Motor Manufacturing Company (Indianápolis (Indiana))
- Renault (Nueva York (Nueva York))
- Rochet-Schneider (Nueva York (Nueva York))
- Royal Motor Car Company (Cleveland (Ohio))
- Sandusky Automobile Company (Sandusky (Ohio))
- K. A. Skinner (Boston)
- Smith and Mabley (Nueva York (Nueva York))
- St. Louis Motor Carriage Company (San Luis (Misuri))
- Standard Automobile Company of New York (Nueva York (Nueva York))
- Stanley Motor Carriage Company (Newton (Massachusetts))
- F. B. Stearns Company (Cleveland (Ohio))
- J. Stevens Arms and Tool Company (Chicopee (Massachusetts))
- Studebaker Brothers Company (South Bend (Indiana))
- E. R. Thomas Motor Company (Buffalo (Nueva York))
- Waltham Manufacturing Company (Waltham (Massachusetts))
- White Sewing Machine Company (Cleveland (Ohio))
- Wilson Automobile Manufacturing Company (Wilson (pueblo))
- Winton Motor Carriage Company (Cleveland (Ohio))
- Woods Motor Vehicle Company (Chicago)

### Lista de Fred H. Colvin a partir de 1917
Fred H. Colvin, quien siguió el desarrollo de la industria automotriz estadounidense durante muchos años como periodista y editor de revistas especializadas, escribió en sus memorias (1947) sobre sus experiencias:

La "locura" por los carruajes sin caballos hizo que las plantas de automóviles se esparcieran rápidamente en todo el país, al igual que cientos de plantas de fabricación de locomotoras surgieron en los primeros días del ferrocarril. Sin embargo, en ambos casos, la gran mayoría desapareció una vez que la industria se estableció firmemente. Ya en 1917, había 127 marcas diferentes de automóviles estadounidenses en el mercado, en comparación con poco más de una docena en 1947 [por ejemplo, en el momento de escribir estas líneas]. En aras de la integridad del presente registro, y para ayudar a futuros académicos y trabajadores de la investigación, me gustaría dar la lista de automóviles estadounidenses vigente hace treinta años [es decir, de 1917]:

Abbott-Detroit, Allen, American-Six, Anderson, Apperson, Arbenz, Auburn, Austin, Bell, Biddle, Brewster, Bour-Davis, Briscoe, Buick, Cadillac, Cameron, Case, Chalmers, Chandler, Chevrolet, Cole, Crow-Elkhart, Daniels, Davis, Detroiter, Dispatch, Dixie Flyer, Doble, Dodge, Dorris, Dort, Drexel, Elcar, Elgin, Emerson, Empire, Enger, Fiat, Ford, Fostoria, Franklin, F.R.P., Glide, Grant, Hackett, H.A.L., Halladay, Harroun, Harvard, Haynes, Hollier, Hudson, Hupmobile, Inter-State, Jackson, Jeffery, Jordan, King, Kissel, Kline, Laurel, Lenox, Lexington, Liberty, Locomobile, Lozier, Luverne, Madison, Maibohm, Majestic, Marion-Handley, Marmon, Maxwell, McFarlan, Mecca, Mercer, Metz, Mitchell, Moline Automobile Company, Monarch, Monitor, Monroe, Moon, Morse, Murray, National, Nelson, Oakland, Oldsmobile, Owen, Packard, Paige, Partin-Palmer, Paterson, Pathfinder, Peerless, Pierce-Arrow, Pilot, Premier, Princess, Pullman, Regal, Republic, Reo, Richmond, Roamer, Ross, Saxon, Scripps-Booth, Spaulding, Simplex, Singer, Standard, Stanley (automóviles), Stearns-Knight, Stephens, Stewart, Studebaker, Stutz, Sun, Velie, Westcott, White, Willys-Knight, Winton, y Yale.

Muchos nombres más, incluyendo  Brush,  Duryea,  Alco,  Speedwell, y  Waverly, ya habían desaparecido de la escena en 1917.

### Otras marcas norteamericanas
- Alter (Plymouth (Míchigan))
- Alco (Schenectady)
- Arrow (Dayton (Ohio))
- Cino (Cincinnati)
- Colburn (Denver)
- James Cunningham, Son & Company (Rochester (Nueva York))
- K-R-I-T Motor Car Company (Detroit)
- Lambert (Anderson (Indiana))
- Marathon (Nashville)
- Maritime Six (Saint John (Nuevo Brunswick))
- McLaughlin (Oshawa)
- Model (Peru (Indiana))
- Overland (Toledo, Ohio)
- Stoddard-Dayton (Dayton, Ohio)
- Tincher (Chicago, Illinois)
- Union (Union City (Indiana)